# Missões diplomáticas de Tonga

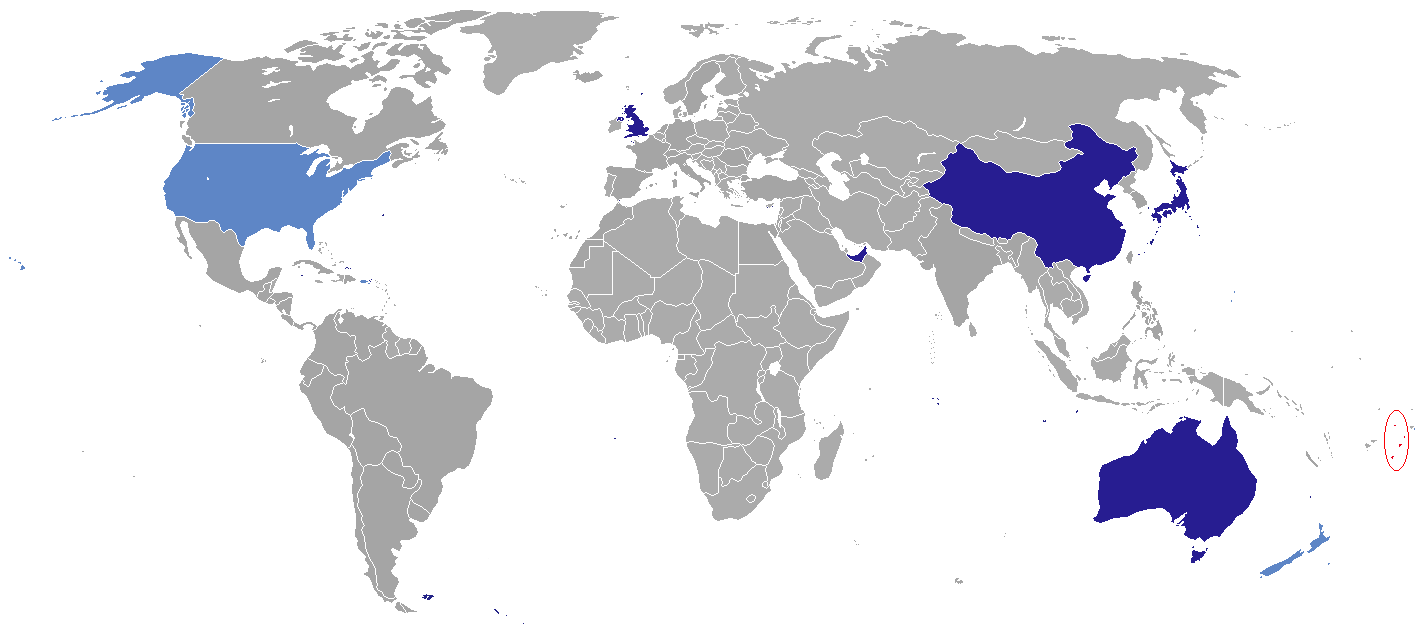
Missões diplomáticas de Tonga

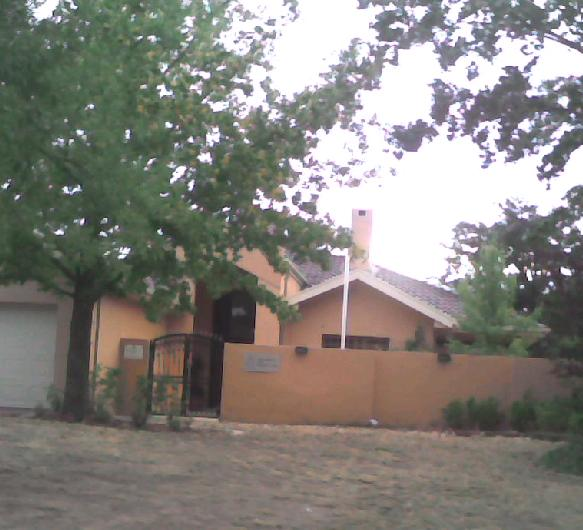
Alta comissão de Tonga em Camberra

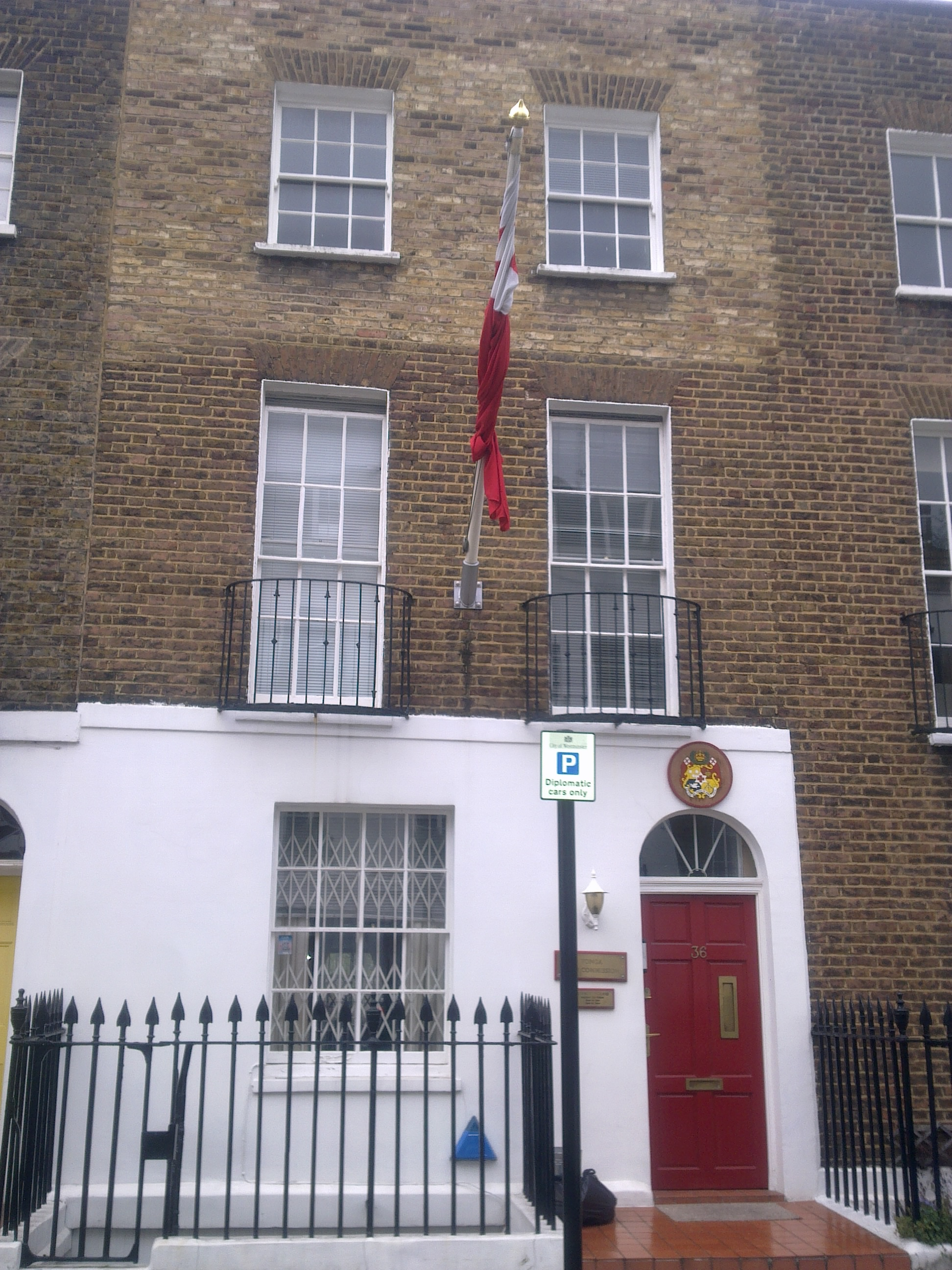
Alta comissão de Tonga em Londres

Abaixo estão listadas as embaixadas e consulados de Tonga:

## América
- Estados Unidos
  - São Francisco (Consulado-Geral)

## Ásia
- China
  - Pequim (Embaixada)
- Japão
  - Tóquio (Embaixada)

## Europa
- Reino Unido
  - Londres (Alta comissão)

## Oceania
- Austrália
  - Camberra (Alta comissão)
- Nova Zelândia
  - Auckland (Consulado-Geral)

## Organizações mutilaterais
- Nova Iorque (Missão permanente de Tonga ante as Nações Unidas)